# Jacobi-Transformation
In der Mathematik ist die Jacobi-Transformation eine nach dem Mathematiker Carl Gustav Jacob Jacobi benannte Integraltransformation, die die Jacobi-Polynome {\displaystyle P_{n}^{\alpha ,\beta }(x)} als Kerne der Transformation verwendet.
Die Jacobi-Transformation einer Funktion {\displaystyle F} ist
{\displaystyle J\{F\}=f^{\alpha ,\beta }(n)=\int _{-1}^{1}(1-x)^{\alpha }\ (1+x)^{\beta }\ P_{n}^{\alpha ,\beta }(x)\ F(x)\ dx}.
Die inverse Jacobi-Transformation ist gegeben durch 
{\displaystyle J^{-1}\{f^{\alpha ,\beta }(n)\}=F(x)=\sum _{n=0}^{\infty }{\frac {1}{\delta _{n}}}f^{\alpha ,\beta }(n)P_{n}^{\alpha ,\beta }(x),\quad {\text{mit}}\quad \delta _{n}={\frac {2^{\alpha +\beta +1}\Gamma (n+\alpha +1)\Gamma (n+\beta +1)}{n!(\alpha +\beta +2n+1)\Gamma (n+\alpha +\beta +1)}}}.

## Einige Jacobi-Transformationspaare
| {\displaystyle F(x)\,} | {\displaystyle f^{\alpha ,\beta }(n)\,} |
| --- | --- |
| {\displaystyle x^{m},\ m<n\,} | {\displaystyle 0} |
| {\displaystyle x^{n}\,} | {\displaystyle n!(\alpha +\beta +2n+1)\delta _{n}} |
| {\displaystyle P_{m}^{\alpha ,\beta }(x)\,} | {\displaystyle \delta _{mn}} |
| {\displaystyle (1+x)^{a-\beta }\,} | {\displaystyle {\binom {n+\alpha }{n}}2^{\alpha +a+1}{\frac {\Gamma (a+1)\Gamma (\alpha +1)\Gamma (a-\beta +1)}{\Gamma (\alpha +a+n+2)\Gamma (a-\beta +n+1)}}}                                                                                          |
| {\displaystyle (1-x)^{\sigma -\alpha },\ \Re \sigma >-1\,}                                                                                           | {\displaystyle {\frac {2^{\sigma +\beta +1}}{n!\Gamma (\alpha -\sigma )}}{\frac {\Gamma (\sigma +1)\Gamma (n+\beta +1)\Gamma (\alpha -\sigma +n)}{\Gamma (\beta +\sigma +n+2)}}}                                                                        |
| {\displaystyle (1-x)^{\sigma -\beta }P_{m}^{\alpha ,\sigma }(x),\ \Re \sigma >-1\,}                                                                  | {\displaystyle {\frac {2^{\alpha +\sigma +1}}{m!(n-m)!}}{\frac {\Gamma (n+\alpha +1)\Gamma (\alpha +\beta +m+n+1)\Gamma (\sigma +m+1)\Gamma (\alpha -\beta +1)}{\Gamma (\alpha +\beta +n+1)\Gamma (\alpha +\sigma +m+n+2)\Gamma (\alpha -\beta +m+1)}}} |
| {\displaystyle 2^{\alpha +\beta }Q^{-1}(1-z+Q)^{-\alpha }(1+z+Q)^{-\beta },\ Q=(1-2xz+z^{2})^{1/2},\ \|z\|<1\,}                                      | {\displaystyle \sum _{n=0}^{\infty }\delta _{n}z^{n}} |
| {\displaystyle (1-x)^{-\alpha }(1+x)^{-\beta }{\frac {d}{dx}}\left[(1-x)^{\alpha +1}(1+x)^{\beta +1}{\frac {d}{dx}}\right]F(x)\,}                    | {\displaystyle -n(n+\alpha +\beta +1)f^{\alpha ,\beta }(n)} |
| {\displaystyle \left\{(1-x)^{-\alpha }(1+x)^{-\beta }{\frac {d}{dx}}\left[(1-x)^{\alpha +1}(1+x)^{\beta +1}{\frac {d}{dx}}\right]\right\}^{k}F(x)\,} | {\displaystyle (-1)^{k}n^{k}(n+\alpha +\beta +1)^{k}f^{\alpha ,\beta }(n)} |